# Erateina garleppi
Erateina garleppi är en fjärilsart som beskrevs av Druce 1907. Erateina garleppi ingår i släktet Erateina och familjen mätare. Inga underarter finns listade i Catalogue of Life.